# Алдабергеновський сільський округ
Алдаберге́новський сільський округ (каз. Алдабергенов ауылдық округі, рос. Алдаберегеновский сельский округ) — адміністративна одиниця у складі Єскельдинського району Жетисуської області Казахстану. Адміністративний центр — село Алдабергеново.
Населення — 4862 особи (2021; 4903 у 2009, 4876 у 1999, 6518 у 1989).
Станом на 1989 рік існувала Алдабергеновська сільська рада (села Алдабергеново, Жаналик, Жастар).

## Склад
До складу округу входять такі населені пункти:
| Населений пункт     | Населення, осіб (1989) | Населення, осіб (1999) | Населення, осіб (2009) | Населення, осіб (2021) |
| ------------------- | ---------------------- | ---------------------- | ---------------------- | ---------------------- |
| Алдабергеново, село | 4509                   | 3679                   | 3669                   | 3811                   |
| Жаналик, село       | 609                    | 475                    | 409                    | 417                    |
| Жастар, село        | 1400                   | 722                    | 825                    | 634                    |